# Dellroy
Dellroy é uma vila localizada no estado norte-americano de Ohio, no Condado de Carroll.

## Demografia
Segundo o censo norte-americano de 2000, a sua população era de 294 habitantes.
Em 2006, foi estimada uma população de 293, um decréscimo de 1 (-0.3%).

## Geografia
De acordo com o United States Census Bureau tem uma área de
0,5 km², dos quais 0,4 km² cobertos por terra e 0,1 km² cobertos por água. Dellroy localiza-se a aproximadamente 372 m acima do nível do mar.

## Localidades na vizinhança
O diagrama seguinte representa as localidades num raio de 16 km ao redor de Dellroy.